# Henryk Niedźwiedzki
Henryk Władysław Niedźwiedzki (Bäreneiche, 6 aprile 1933 – Varsavia, 9 febbraio 2018) è stato un pugile polacco.

## Palmarès

### Olimpiadi
- 1 medaglia:
  - 1 bronzo (Melbourne 1956 nei pesi piuma)